# Molí d'en Daina
El Molí d'en Daina, Can Daina o Molí d'en Conill és un antic molí fariner del municipi d'Olot que forma part de l'Inventari del Patrimoni Arquitectònic de Catalunya.

## Descripció
És un antic molí fariner situat a la riba dreta del riu Fluvià. Va ser bastit amb pedra volcànica i carreus escairats a obertures i cantoners. És de planta rectangular i teulat a dues aigües sostingut per bigues de fusta. Molts afegits recents desfiguren totalment la planta rectangular. Disposa de baixos, planta d'habitatge i golfes. Durant l'aiguat de l'any 1940 aquest petit molí va restar molt malt menat i quasi no s'utilitzà més. L'any 1941-1942, es va col·locar a la sala del molí una complicada turbina per subministrar electricitat que a finals del segle XX encara estava en funcionament.

## Història
L'única data que se'n coneix és que l'any 1801, el propietari n'era Joan Conill. De la família Conill, establerta en aquesta vall, trobem com a membre més antic el Pere Conill l'any 1396.